# Astripomoea hyoscyamoides
Astripomoea hyoscyamoides är en vindeväxtart som först beskrevs av Wilhelm Vatke, och fick sitt nu gällande namn av Bernard Verdcourt. Astripomoea hyoscyamoides ingår i släktet Astripomoea och familjen vindeväxter. Utöver nominatformen finns också underarten A. h. melandrioides.